# 渡部敬太郎
渡部 敬太郎（わたなべ けいたろう、1927年〈昭和2年〉1月15日 - 1997年〈平成9年〉11月26日）は、日本の陸軍軍人、陸上自衛官。陸軍予科士官学校卒業（第60期）。第18代陸上幕僚長、第15代統合幕僚会議議長。息子渡部直己は文芸評論家で、元・早稲田大学文学学術院教授。陸海空自衛隊を通じ初の昭和生まれの幕僚長。

## 人物評
福島県相馬中学から仙台陸軍幼年学校を経て陸軍予科士官学校を卒業、陸軍士官学校本科（第60期）に入校直後に終戦を迎える。1950年（昭和25年）、警察予備隊に2等警査（2等陸士）として入隊する。その後は在ソビエト日本大使館付防衛駐在官、第2普通科連隊長、陸幕人事部長、第10師団長と、陸上自衛隊の成長とともに歩んでいった。
「ソビエト防衛駐在官を経験し、ソ連はどういう国か、共産主義とは何かがよくわかり、自由な日本を守ることの意義を肌で痛感した」と語っている。また、ソ連軍軍人から「自衛官は軍人ではない」旨の暴言を吐かれて侮辱された経験をもつ。
北部方面総監在任中、総監部に各級部隊指揮官を一堂に集めて訓育を実施し、防衛駐在官としての経験から「ソ連軍人にとっての真善美とは、力のみである。侵略を阻止できるのは、北部方面隊の実力のみである。」と断言。ソ連極東軍の想定侵入時期に合わせ訓練演習サイクルを変えるなど、ソ連軍をによる北海道への着上陸に備えた実戦的な演習を矢継ぎ早に企画、実施した。
1982年（昭和57年）10月、渡部は北部方面隊の実力を国民に広報することで、ソ連極東軍への抑止効果を得ることを目的として、北海道内選出の国政・地方両議員団および道民1万人を招いて実弾を用いた「火力戦闘演習」を統裁。その翌年に行われた「北斗演習」では、大演習場にアメリカ陸軍を招き、陸上幕僚長として北部方面隊を統裁した。

## 略歴
- 1945年（昭和20年）7月29日：陸軍予科士官学校卒業（第60期）
- 1950年（昭和25年）
  - 10月：警察予備隊入隊（2等警査）
  - 12月：2等警察士
- 1965年（昭和40年）1月：2等陸佐昇任
- 1968年（昭和43年）7月16日：陸上幕僚監部第2部付
- 1969年（昭和44年）9月16日：外務省に出向（在ソビエト日本大使館付防衛駐在官）
- 1970年（昭和45年）1月1日：1等陸佐昇任
- 1972年（昭和47年）11月13日：陸上自衛隊幹部学校研究員
- 1974年（昭和49年）3月16日：陸上幕僚監部第3部防衛班長
- 1975年（昭和50年）3月17日：第2普通科連隊長 兼 高田駐とん地司令
- 1976年（昭和51年）
  - 7月1日：陸将補昇任
  - 8月2日：西部方面総監部幕僚副長
- 1978年（昭和53年）3月16日：陸上幕僚監部人事部長
- 1979年（昭和54年）7月1日：陸将昇任、第9代第10師団長
- 1981年（昭和56年）7月1日：第15代 北部方面総監に就任
- 1982年（昭和57年）10月：北海道大演習場において、道民1万人を招き「火力戦闘演習」を実施。
- 1983年（昭和58年）3月16日：第18代 陸上幕僚長に就任、同年「北斗演習」を統裁。
- 1984年（昭和59年）7月1日：第15代 統合幕僚会議議長に就任
- 1986年（昭和61年）2月6日：退官。退官後は日産自動車参与を務めた。
- 1997年（平成09年）
  - 4月29日：勲二等瑞宝章受章[3]
  - 11月26日：大腸癌のため、東京都文京区内の駒込病院で逝去（享年70）[4]。叙・正四位[5]

## 栄典
- 勲二等瑞宝章 - 1997年（平成9年）4月29日